# Witamy w Czeczenii
Witamy w Czeczenii (ang. Welcome to Chechnya) – amerykańsko-brytyjski film dokumentalny z 2020 roku w reżyserii Davida France'a, opowiadający o prześladowaniu osób LGBT w Czeczenii.
Aby zapewnić bezpieczeństwo ekipie filmowej oraz bohaterom reportażu, film był kręcony w tajemnicy przy użyciu ukrytych kamer, telefonów komórkowych, kamer GoPro i Handycam oraz wykorzystano zaawansowane techniki cyfrowego zastępowania wizerunku, aby widz mógł zobaczyć prawdziwe twarze pokazujące prawdziwe emocje, jednocześnie chroniąc tożsamość mówców.

## Odbiór
Na Rotten Tomatoes film ma ocenę 100% na podstawie 55 recenzji, ze średnią oceną 8,7 / 10.

Metacritic, który używa średniej ważonej, przyznał filmowi wynik 86 na 100 na podstawie 17 krytyków.

## Nagrody
Sundance Film Festival 2020
- nominacja w kategorii U.S. Documentary Competition Grand Jury Prize
- wygrana w kategorii U.S. Documentary Special Jury Award for Editing

70. MFF w Berlinie (2020)
- wygrana: Nagroda Publiczności (sekcja "Panorama")
- wygrana: Nagroda Amnesty International